# Опанаки

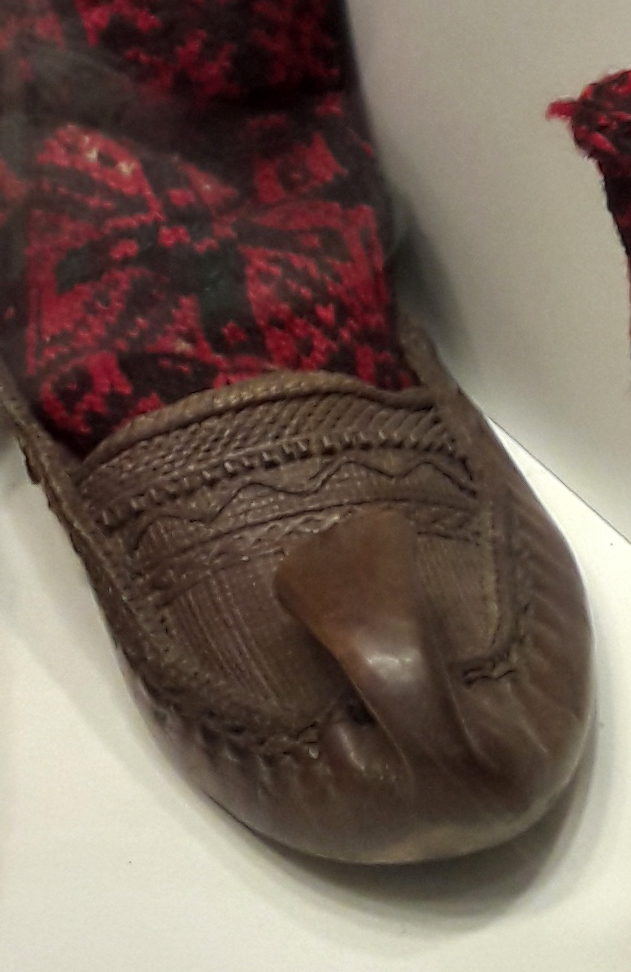
Сербский опанак, экспозиция Княжевацкого краеведческого музея

О́панаки, опанки; ед. число опанак (серб. опанци, опанак, макед. опинци, опинок, рум. opinci, рум. opinci, опинчь, опинчеле, алб. opinga, opanga; болг. цървули) — кожаная обувь, распространённая у южных славян (а также неславянских народов Балкан) и считающаяся национальной обувью сербов и хорватов. Подобная обувь, известная как поршни или постолы, была распространена и у других славянских народов.
Опанчар (серб. опанчар, opančar) — мастер по изготовлению опанков.

## История
Название происходит от праславянского *opьnъkъ, что означает «обувь для скалолазания». В середине XVIII века началось массовое производство опанков, усилившиеся после сербской революции. Центром производства опанков, в частности, был город Ужице, где в середине XIX века начали изготавливать опанки из полудубленой воловьей кожи, которые вскоре распространились по всей Сербии. В отличие от Сербии, в других южнославянских землях опанки не изготовлялись промышленно. Во время Первой мировой войны из-за нехватки сапогов и туфель опанки, перекочевав из мирной одежды рекрутов, стали частью военного обмундирования. Опанки носились вплоть до середины XX века. Сегодня их продают в качестве сувениров, миниатюрные опанки могут украшать закладки, брелоки, магнитики на холодильник и тому подобные элементы декора.

## Изготовление
Опанки не имеют каблуков. Они могли изготовляться как и сминанием куска кожи под форму ноги и последующим закреплением с помощью кожаной же ленты, так и приклеиванием или зашиванием подошвы и верха, из-за чего улучшаются эксплуатационные свойства подошвы, а также её прочность. Для опанков используется коровья, воловья, козья, свиная или телячья кожа, с 1930-х годов они могут изготовляться из автомобильных шин.
Конструктивно опанки делятся на шесть типов: опанки из дублёной кожи с верхом, сплетённым из кожаных полосок; опутняки (серб. oputnjaci, опутњаци) — опанки с верхом, сплетённым из тканых шнурков или очень тонких полосок сыромятной кожи; шопские опанки (названы так, поскольку носились не только сербами, но и шопами — смешанной сербско-болгарской этнической группой, ранее ведшей полукочевой образ жизни, и проживающей на болгаро-сербско-македонском пограничье) с кожаными язычком и двумя лентами по бокам от него; капичары — кожаные туфли без каблука, с язычком и ремешком для поддерживания и застёжки, закрывающие верхнюю часть стопы; прешняки (серб. прешњаци, prešnjaci) — опанки из сыромятной кожи; и врнчаны (серб. врнчани) — опанки без верха, также изготавливавшиеся из цельного куска кожи, оборы которых перекрещивались на верхней стороне ступни. Первый тип был распространён в Центральной Сербии; второй — в Черногории, Боснии и Герцеговине и Хорватии (в Лике и Далмации); шопские — в приграничных с Болгарией районах юго-запада Сербии; капичары были распространены среди сербов (Воеводина) и хорватов Паннонии; прешняки — на юго-востоке Сербии (в окрестностях Лесковаца, Вранье, Заечара, Ниша); а врнчаны — в южной Сербии (Рашка, Стари-Влах) и Косово. Также врнчаны были распространены у сербских влахов ив приграничных с Сербией районах Северной Македонии. Опутняки, прешняки и врнчаны ввиду простоты конструкции могли изготовляться дома.
Опанки из Шумадии и Поморавья (Центральная Сербия) имеют характерные загнутые верх носки и называются серб. шиљкани, серб. шиљци или серб. opanak na kljun, kljunčić (опанак с клювом, клювовидный опанак). В окрестностях Шабаца и в Поморавье носок маленький, в то время как в Колубаре (под Белградом) носок более заострённый. Ужицкие опанки обладают крючковатым носом, но изогнутым ближе к верхней части стопы. В Кралевой-Сутьеске (община Какань, Босния) носили исключительно чёрные опанки, а в сёлах Герцеговины для верхней части использовали цветные нити, получалось нарядно, и у каждого села была своя комбинация цветов. Существовали особые охотничьи опанки: на подошве оставляли волос, чтобы охотник мог перемещаться бесшумно. Опанки из необработанной, сыромятной кожи и оставленным на коже волосом считается древнейшим типом сербской обуви.

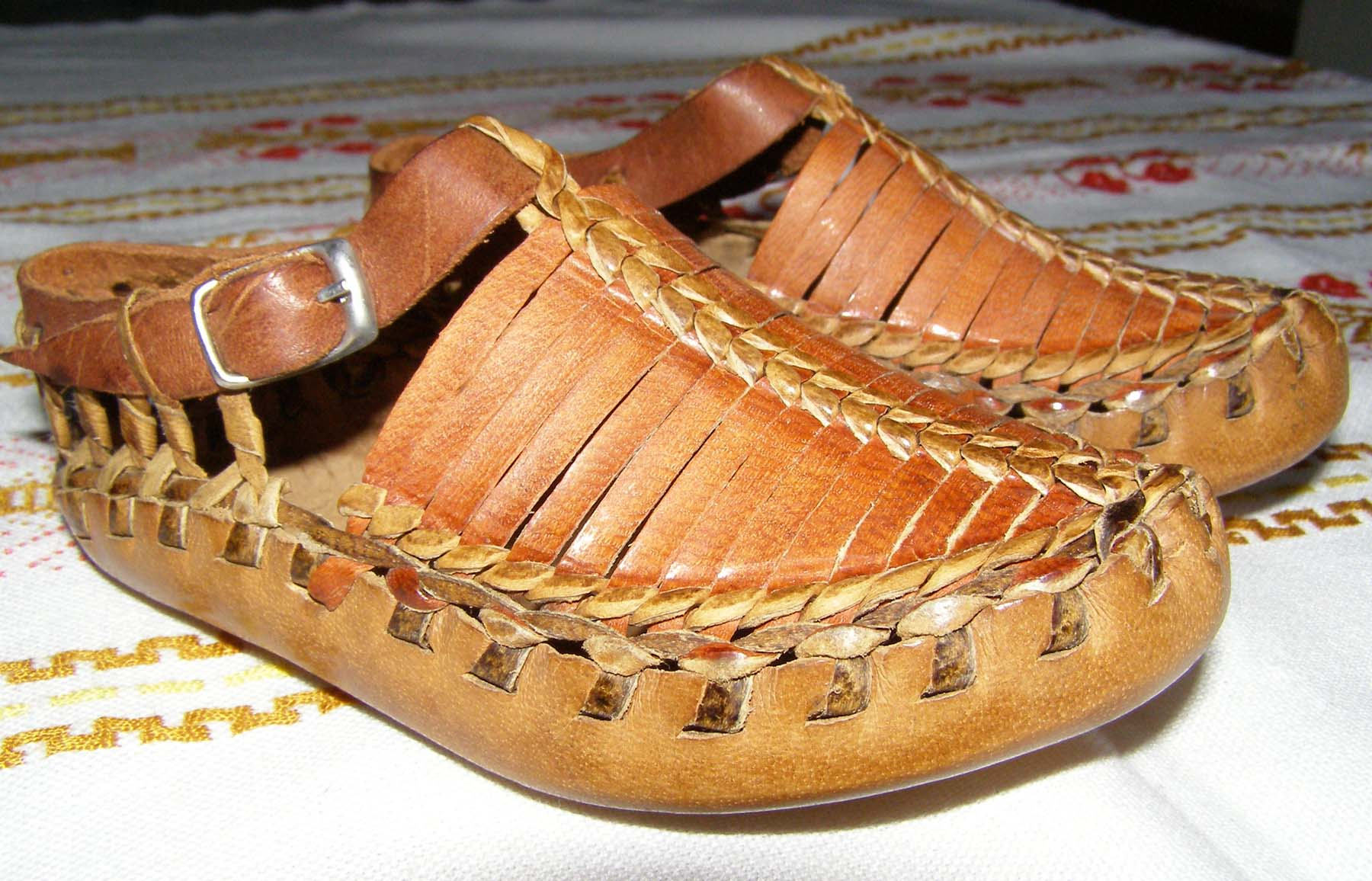
Македонские опинки

Первоначально их могли носить только с толстыми шерстяными носками или онучами (серб. обојци, obojci), так как тонкая кожаная подошва натирает ступню, но после Первой мировой войны опанки начали укреплять резиновыми подошвами и пришивать к ним стельки, что позволило носить их без толстых носков. В то же время вошла практика замачивать их в растворе поваренной соли, что придавало опанкам красноватый цвет. После вымачивания в соляном растворе кожа для опанков высушивается на солнце. Кроме того, красноватым оттенком обладают опанки из полудублёной воловьей кожи, из-за чего их называют серб. црвењаши. Также опанки вначале привязывались к голени оборами (в их качестве могли служить кожаные ленты или шнуры из шерсти, хлопка или конопли), как и русские лапти, современные застёгиваются на ремешок.
Главное преимущество опанков состоит в том, что в жару они пропускают воздух.
Албанские опинги изготовлялись из одного куска коровьей кожи и имели множество фасонов. Часто они украшались вышивкой шнурами, полосками светлой кожи и помпонами.

## Интересные факты
- Покровителем опанчаров является святой Савва, один из самых почитаемых сербских святых.
- Самый большой опанак согласно книге рекордов Гиннесса был изготовлен в 2011 году опанчаром Славко Стругаревичем из города Врнячка-Баня, размер опанака составил 3,2 метра, а вес — 222 кг[8]. Самый маленький был изготовлен Дракче Йевтичем (настоящее имя — Миодраг), его размер — 1 см. Также Йевтич побил рекорд Стругаревича, за два месяца изготовив опанак объёмом 7,5 м, стоимость которого составила 1200 евро.[2]
- Знаменитая сербская поговорка гласит: «Јелек, антерија и опанци, по томе се знају Србијанци». Елек — это лиф-безрукавка, являющийся частью женского костюма, а антерия (антерија) — кафтан или короткая куртка.
- В болгарском языке слово «цървул» помоимо основного значения, также означает селянина, человека, незнакомого с городской культурой[9] (ср. рус. «лапоть» — неграмотный, бестолковый человек[10]). В свою очередь, в сербохорватском языке опанкам посвящено множество пословиц с тем же оттенком, например «Ako opanak se zalepio za asfalt, nema šanse neko da odlepi» (серб. Если опанак прилипнет к асфальту , ни за что не оторвёшь), которая является примерным аналогом «девушку из села можно вывезти, а село из девушки — нет»[6].
- В Раковице с октября 2015 года существует музей опачарства[11][12].
- Существует легенда, что австрийцы, понаблюдав за черногорцами и их опанками, решили переодеть в опанки одно подразделение своих горных стрелков. Но не прошло и дня, как от идеи отказались, потому что доблестные стрелки обезножели, а к опанкам с мягкой подошвой надо иметь либо толстые носки либо стопы с дубленой подошвой, что достигается только босоногим детством и отрочеством в горах[7].
- Слово «опанки» присутствует в чешском языке (чеш. opánky, ед. число — opánek) и имеет значение «сандалии, босоножки»